# Võ sĩ giác đấu

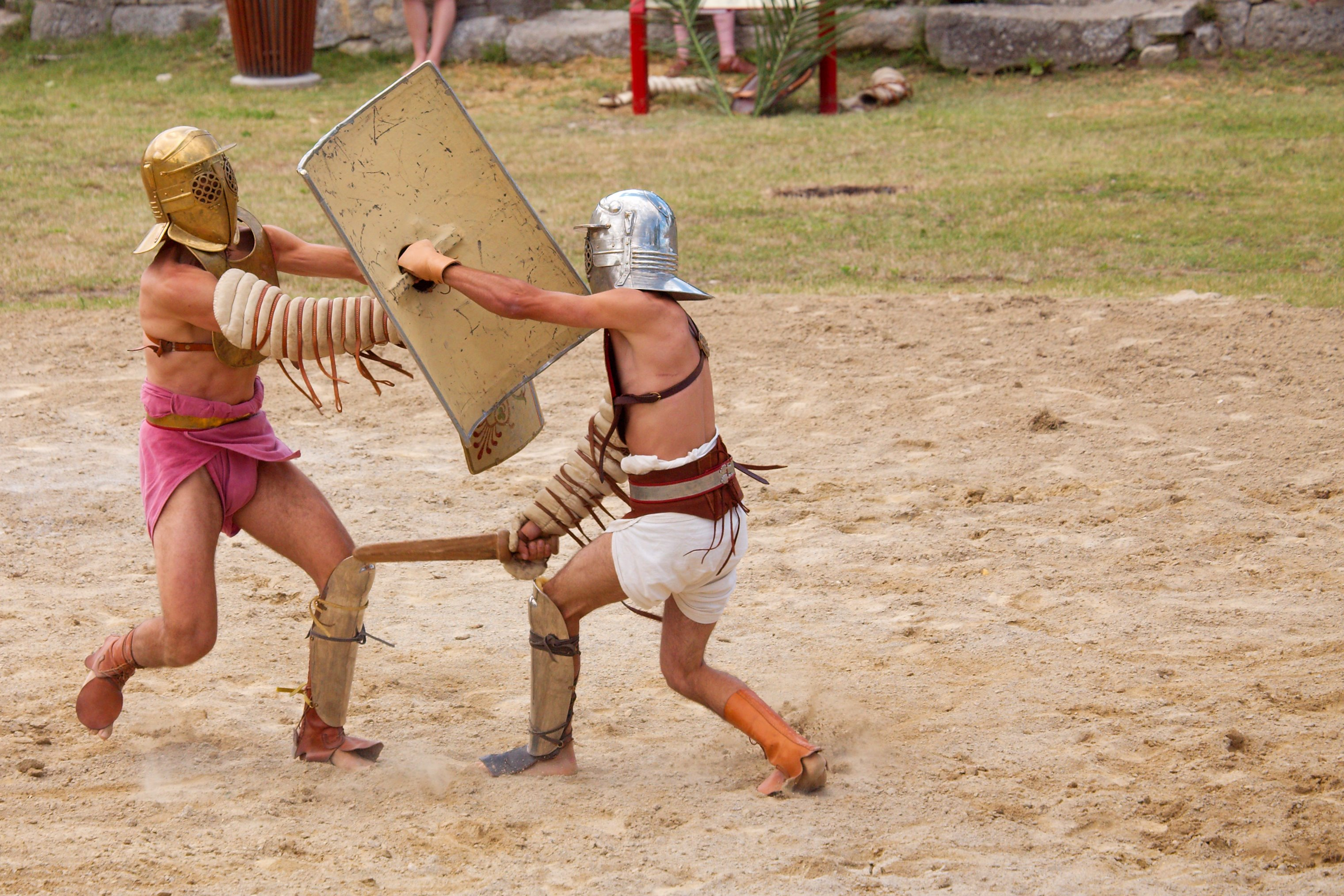
Tái hiện một cảnh chiến đấu của các võ sĩ giác đấu thời La Mã cổ đại

Võ sĩ giác đấu hay đấu sĩ La Mã (tiếng Latinh: "Gladiator", có nghĩa là "kiếm sĩ", từ gốc: Gladius, có nghĩa là "thanh kiếm") là những chiến binh được đào tạo chiến đấu trên đấu trường để mua vui cho người La Mã cổ đại. Đây là những chiến sĩ được vũ trang đầy đủ và được tham gia vào một trận đối đầu bạo lực và trận đấu sinh tử với các đấu sĩ khác, hay những con dã thú hoặc với những tử tù nhằm mục đích giải trí khán giả. Võ sĩ giác đấu được phổ biến tại La Mã (Cộng hòa La Mã và Đế chế La Mã) và các vùng khác như miền Bắc nước Anh. Thực tế cho thấy tuy những võ sĩ giác đấu có thể đã chiến đấu và hy sinh để mua vui cho người khác trên các đấu trường La Mã đầy khắc nghiệt, nhưng thực tế họ phải tuân theo những quy tắc nghiêm khắc để tránh xảy ra đổ máu. đồng thời qua kết quả khảo cổ cho thấy, người La Mã không chỉ coi các võ vĩ như những chiến binh dũng cảm mà còn là biểu tượng tình dục.

## Lịch sử

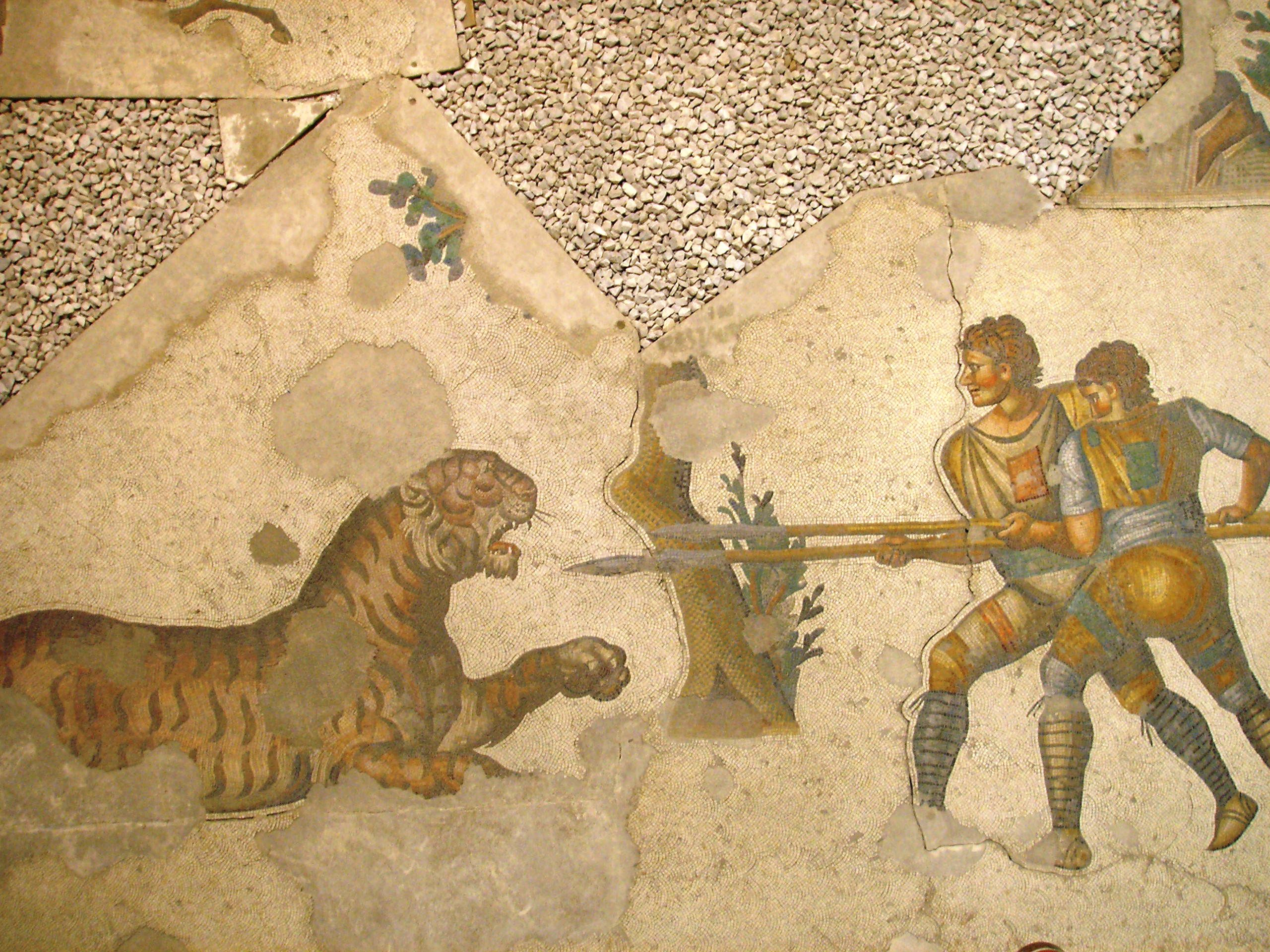
Hai võ sĩ giác đấu chiến đấu với một con hổ

Giữa thế kỷ thứ 3 trước Công nguyên, võ sĩ giác đấu trở thành môn chơi thế tục. Bên cạnh các trận giác đấu giữa các võ sĩ, còn có loại hình giác đấu giữa người với thú hoặc thú dữ đấu với nhau.. Trong trận đánh, nhiều đôi võ sĩ cùng lúc giáp chiến trong tiếng hò la của đám đông để hâm nóng không khí. Trọng tài mặc áo trắng mang băng đỏ hoặc xanh dương và kiểm tra xem võ sĩ đánh đúng luật hay không. Võ sĩ thua cuộc phải giơ tay lên hỏi ý kiến dân chúng và sẽ sống nếu đám đông chỉ ngón tay cái lên trời hoặc bị giết tại chỗ nếu đám đông chỉ ngón cái xuống đất. Đến năm 80, dưới thời hoàng đế Titus, thành Rome mới khánh thành đấu trường riêng cho giác đấu như đấu trường Colisée đủ sức chứa từ 50.000–80.000 người xem. Các nhà kiến trúc La Mã xây dựng đấu trường theo hình elip, được bao bọc bằng nhiều hàng ghế hình bậc thang. Sau đó, người La Mã cổ xưa đã đưa các võ sĩ giác đấu từ mọi nơi mà đế chế La Mã thống trị, trong đó có châu Phi và Địa Trung Hải đến cả Anh quốc và xây dựng các đấu trường và khán đài vòng tại những thành phố La Mã quan trọng như Luân Đôn và Chester, nơi các võ sĩ giao đấu trong cuộc chiến sinh tử để mua vui cho khán giả.

## Trang bị

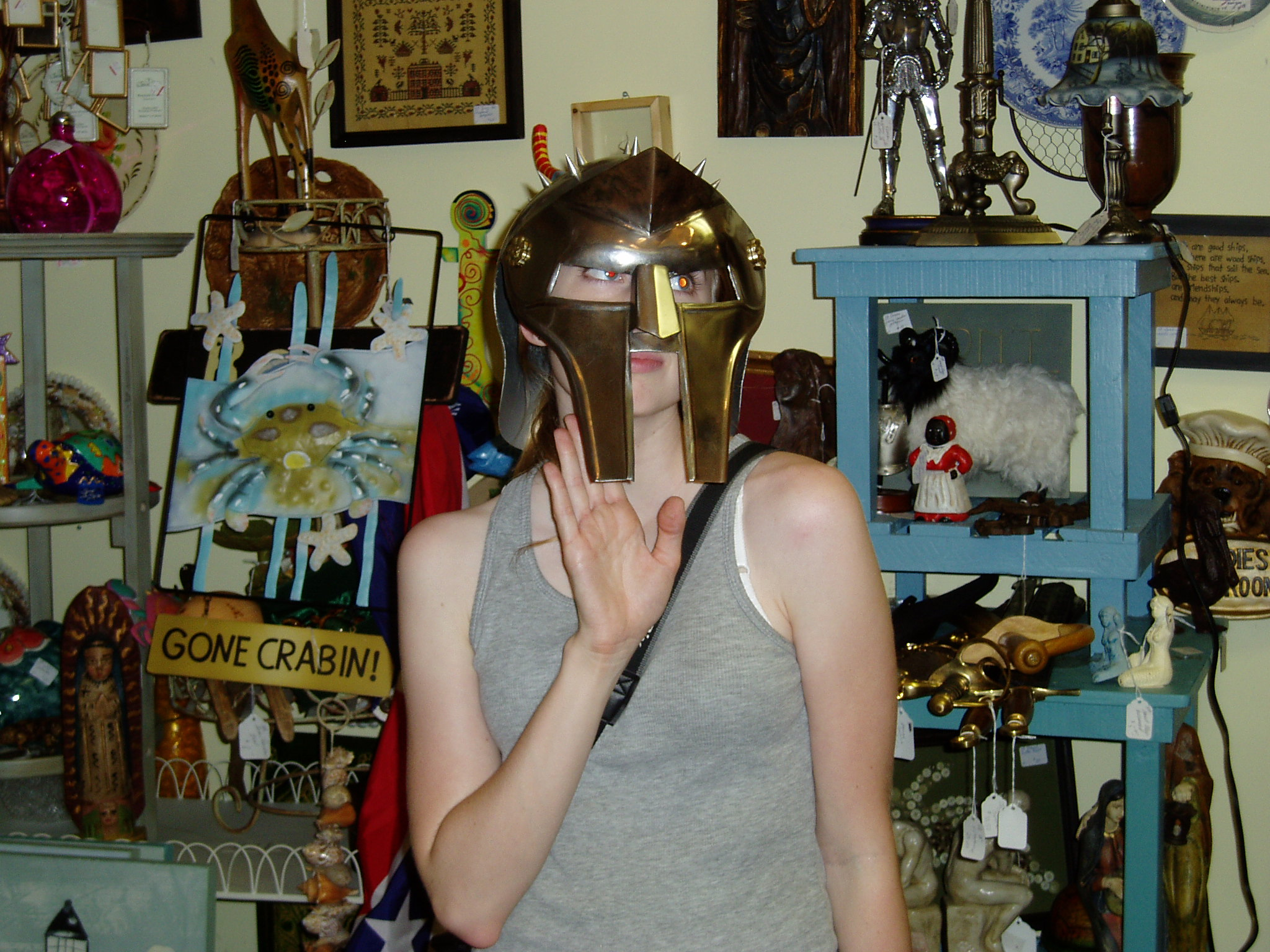
Một chiếc mũ che mặt của võ sĩ giác đấu trong bộ phim cùng tên

Hầu hết võ sĩ giác đấu là tù binh, nô lệ hoặc tội phạm, nhưng một số cũng là những người tự do thèm khát danh tiếng và của cải, các võ sĩ giác đấu đã thoả mãn công chúng về nhu cầu hành động, bạo lực. Hình thức giải trí này không chỉ cho họ cơ hội phô bày vẻ đẹp cơ thể mà còn thể hiện sức mạnh mà các vị hoàng đế cũng phải thèm muốn. hoặc nguồn đấu sĩ từ là những nô lệ xung phong tham chiến bởi đôi khi kẻ thắng cuộc sẽ được phóng thích, hoặc có khi là những người dân La Mã nghèo nàn muốn đánh nhau để kiếm tiền, dù vậy, cũng có nghiên cứu cho thấy võ sĩ giác đấu cũng có thể được tuyển từ những phụ nữ.
Khi nghiên cứu về các các bộ xương cho thấy nhiều thi thể có một cánh tay khỏe hơn cánh tay còn lại, chứng tỏ họ được huấn luyện để sử dụng các vũ khí lớn ngay từ khi còn trẻ. Họ cũng được miêu tả là sở hữu cơ thể rất cường tráng và cao hơn bình thường. Tuy nhiên có nghiên cứu một nhóm nhà khoa học của Áo đã chứng tỏ đấu sĩ La Mã là những kẻ ăn chay mập mạp và tin rằng có thể do nhiều đấu sĩ chiến đấu bằng tay không, nên họ phải tích trữ nhiều lớp mỡ để bảo vệ các cơ quan nội tạng thiết yếu khỏi những cú chém của đối thủ cho nên ngoại hình của họ phải khá to béo Nói chung các võ sĩ giác đấu được trang bị khá đầy đủ các phương tiện chiến đấu như roi da, chiếc kiếm cong ngắn, lưới, dao găm, đinh ba và các vũ khí khác. Căn cứ vào trang bị của họ có thể chia ra nhiều kiểu võ sĩ giác đấu như: đấu sĩ đội mũ giáp (myrmillo) và đấu sĩ đeo mạng lưới (retiariae) hay võ sĩ che mặt (samnite) các cuộc chiến thường diễn ra giữa một myrmillo được trang bị gươm, mũ giáp và khiên tròn, đấu với một retiariae chỉ đội một cái mũ lưới và một con dao găm, hoặc với một samnite đeo một tấm che mặt và vỏ bọc bằng da bảo vệ cánh tay phải.

## Một số đấu sĩ
- Hoàng đế Commodus đã từng đóng vai một võ sĩ giác đấu. Cassius Dio (164-235 sau Công nguyên) đã kể lại: "Sau khi giết chết một con đà điểu châu Phi và cắt đầu nó, ông ta tiến tới nơi các vị quan chức ngồi, cầm chiếc đầu trong tay trái và tay phải vung vẩy thanh gươm đẫm máu, không nói một lời nào, ông ta hất hàm với nụ cười nhăn nhở như thế ám chỉ ông ta có thể làm điều tương tự với mọi người".[3]
- Spartacus, người đấu sĩ nô lệ đã lãnh đạo cuộc khởi nghĩa làm rung chuyển chế độ La Mã.
- Mark Anthony, người tình của nữ hoàng Ai Cập Cleopatra.

## Hình ảnh

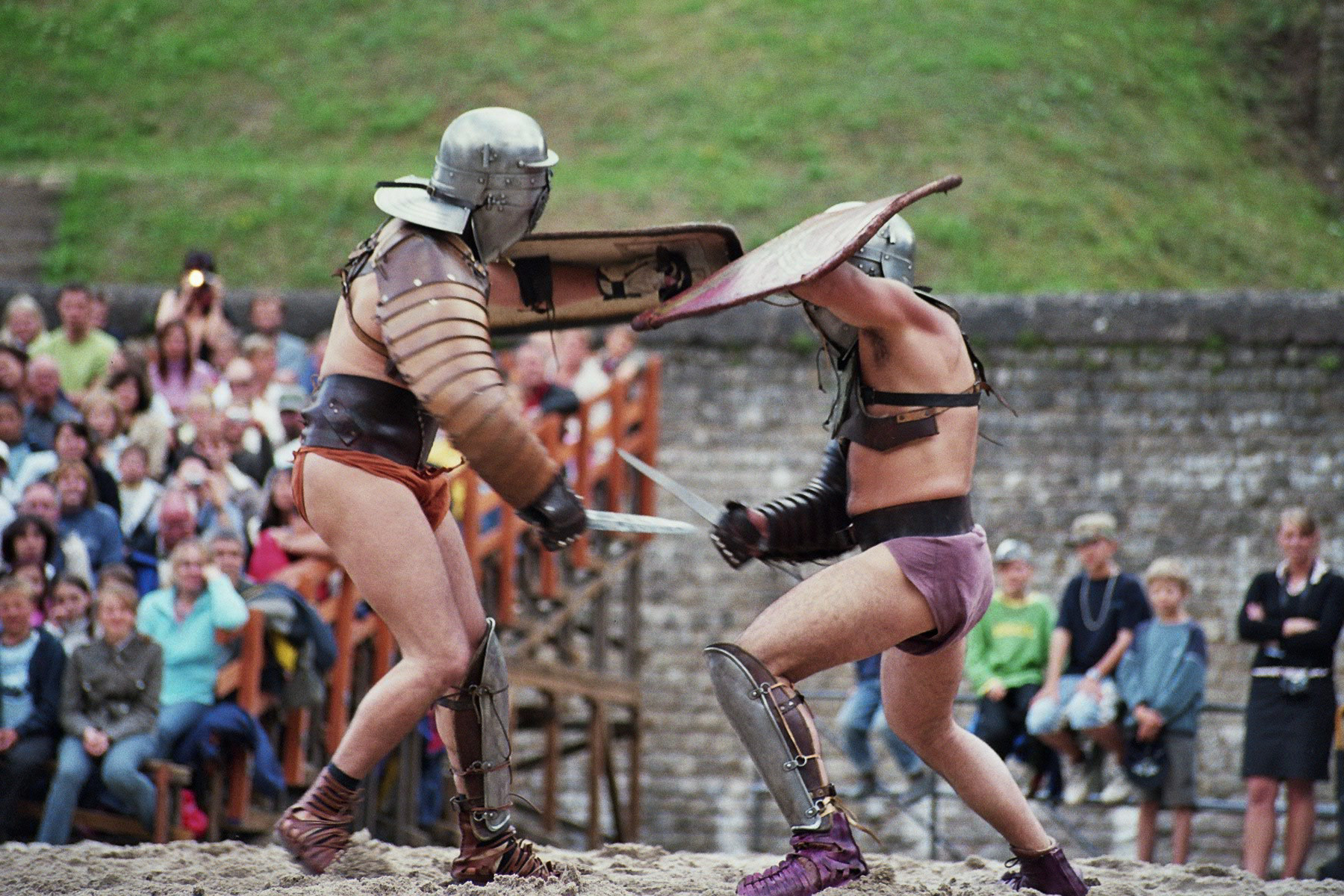
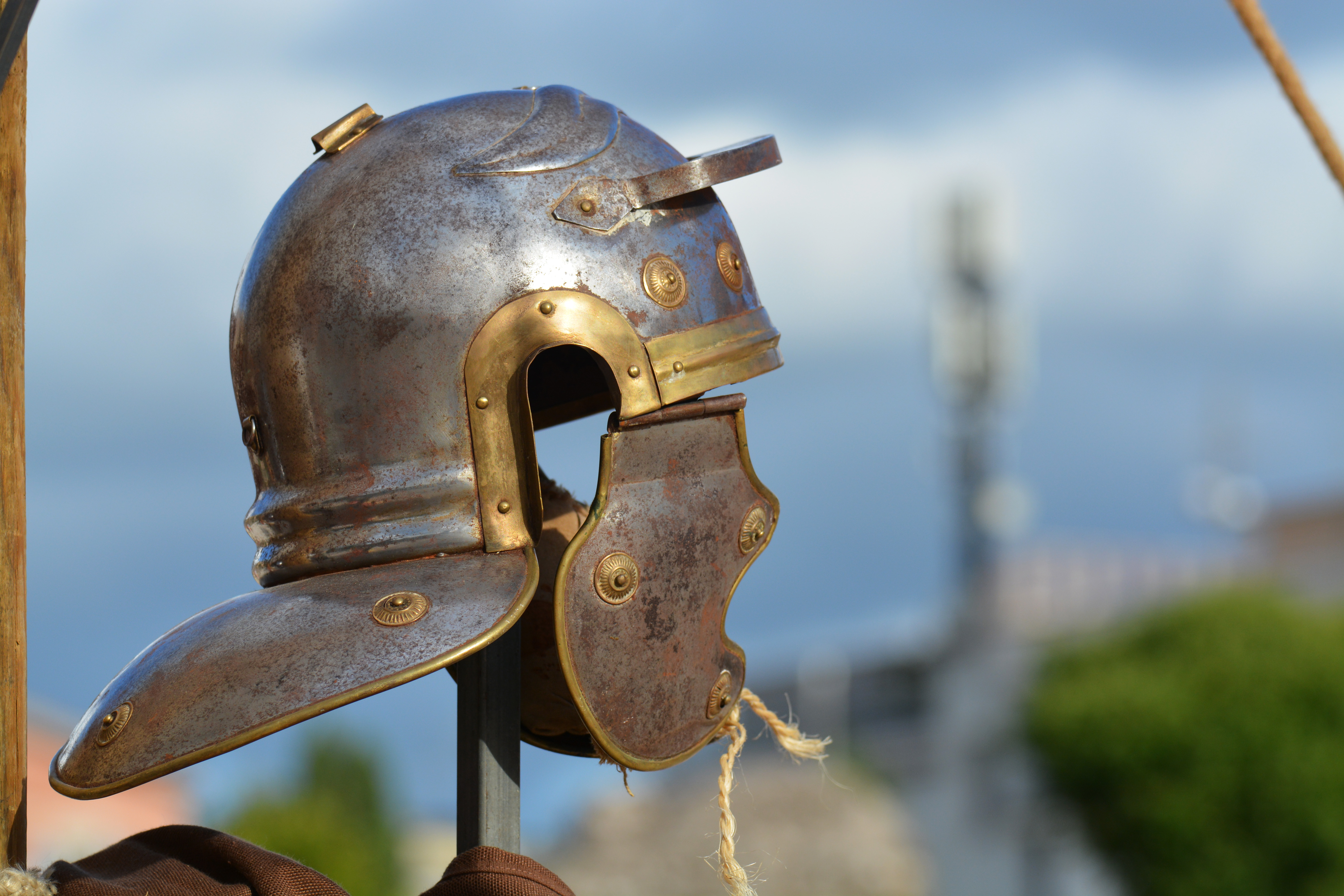
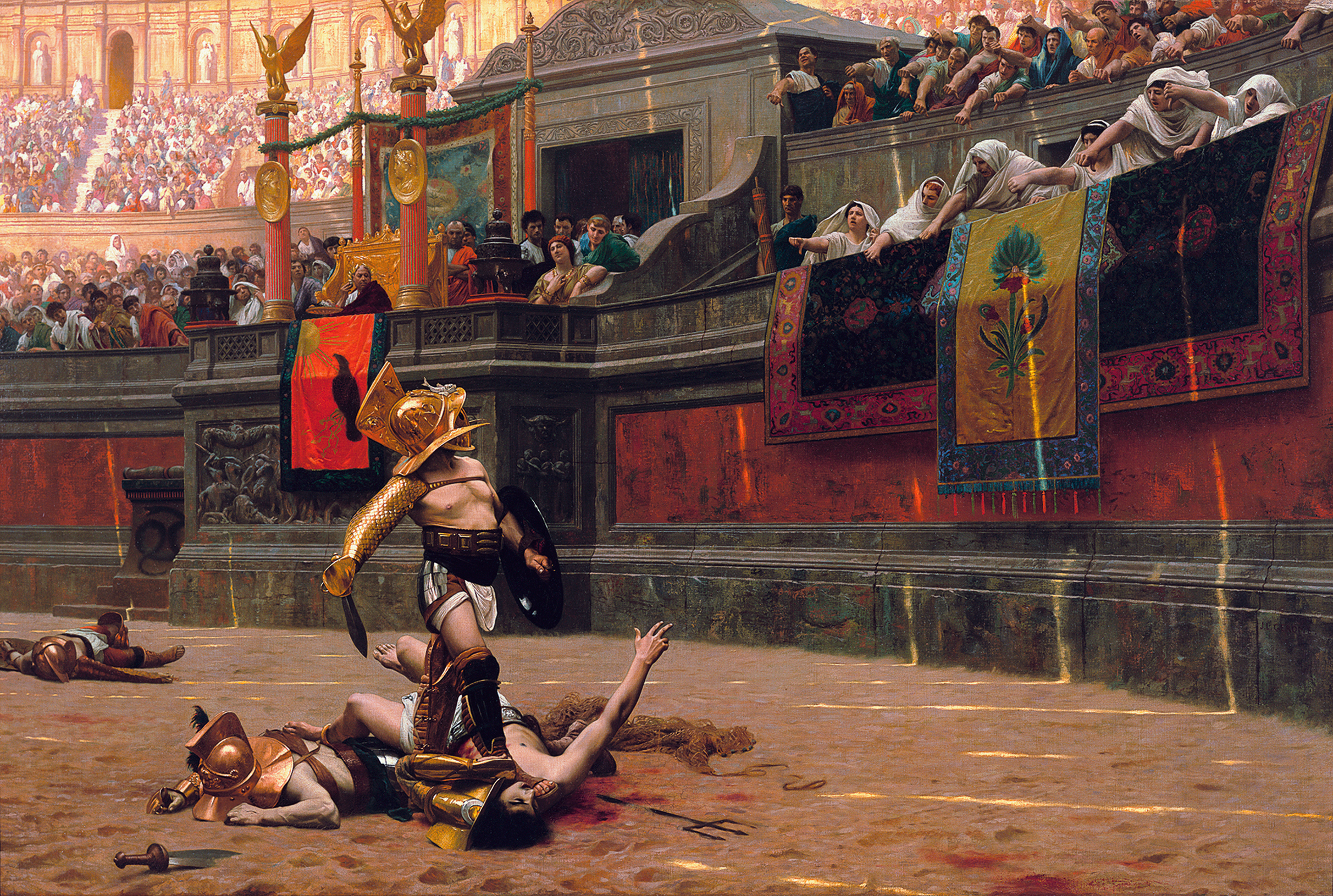
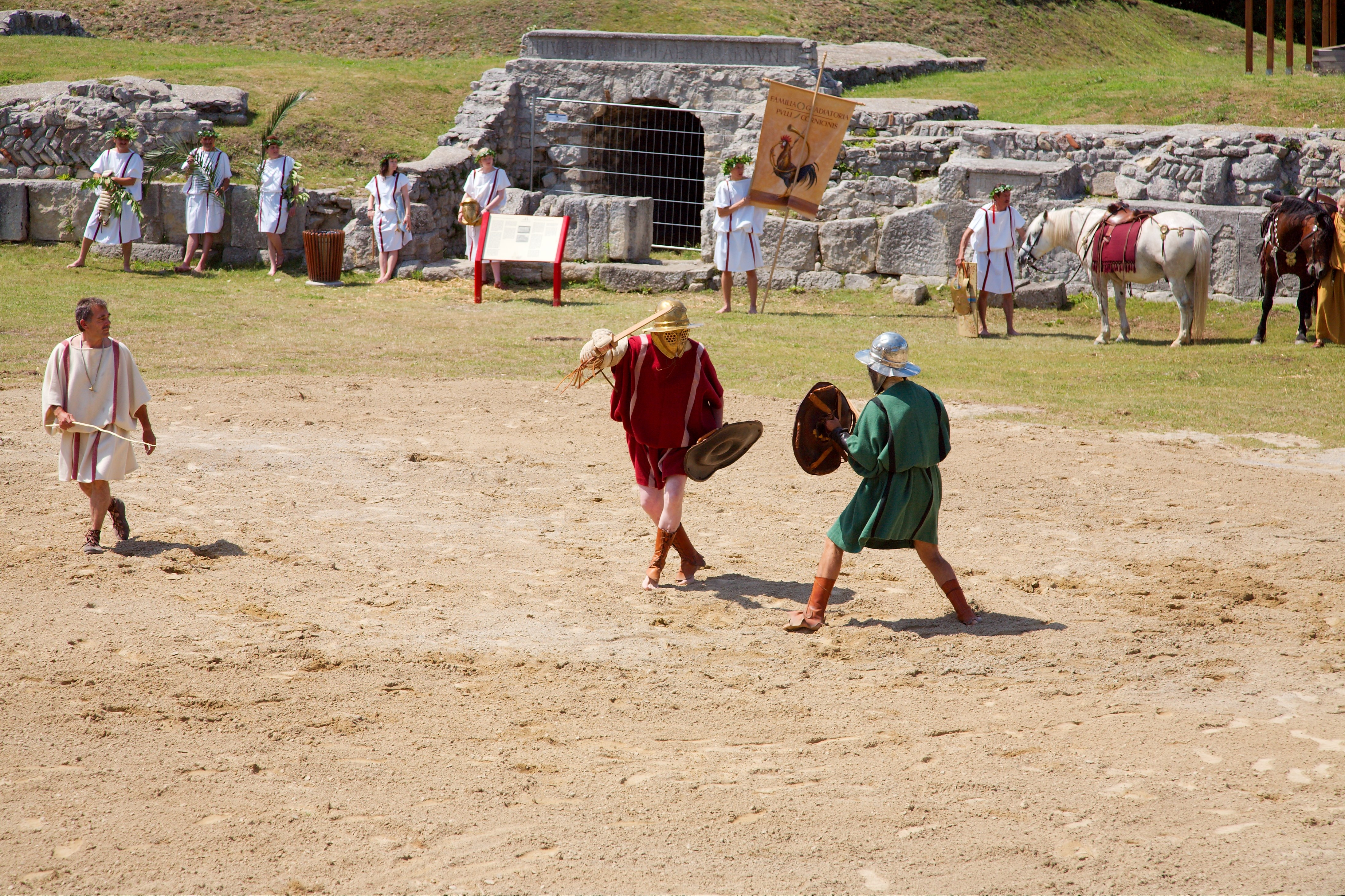
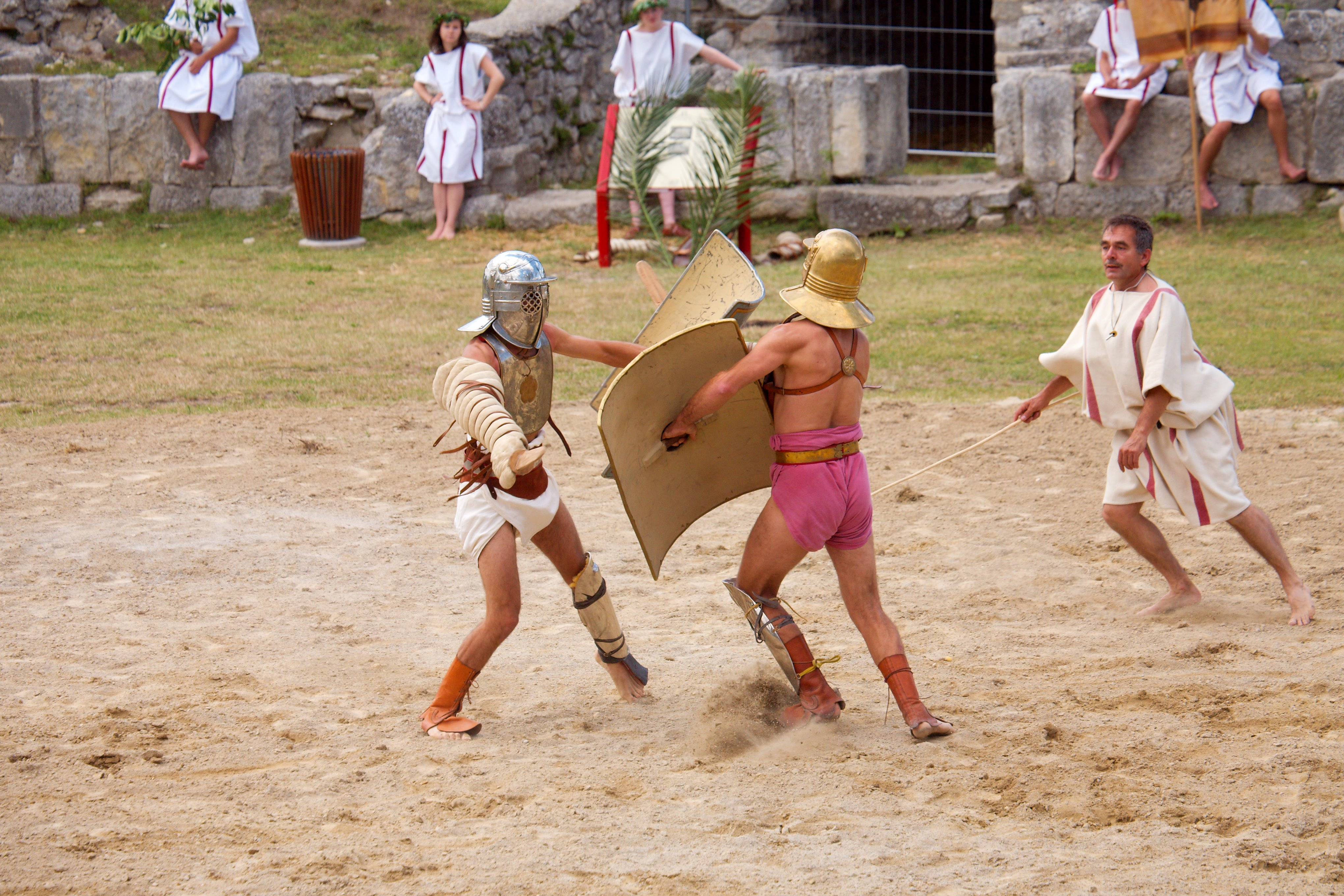
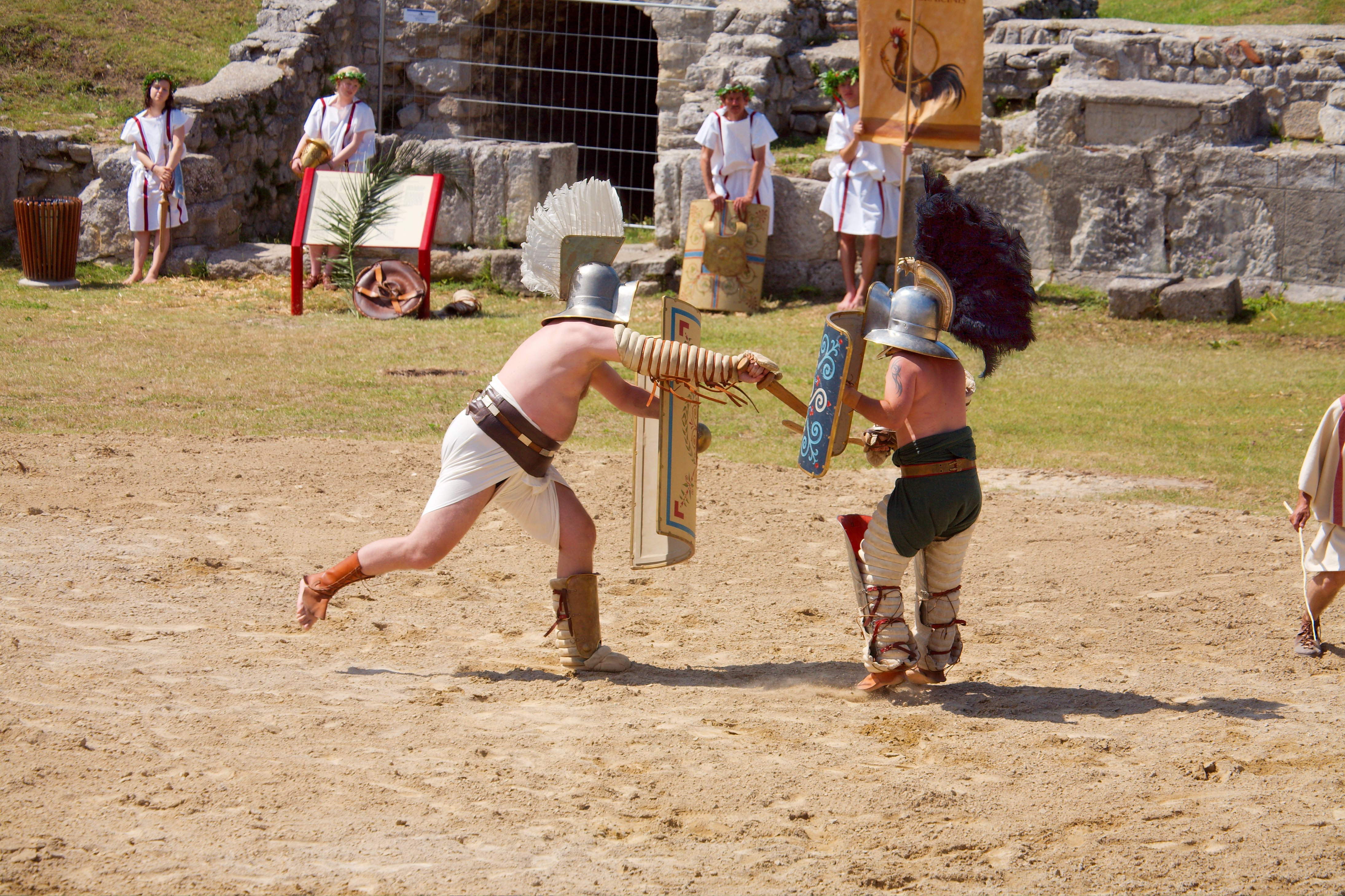
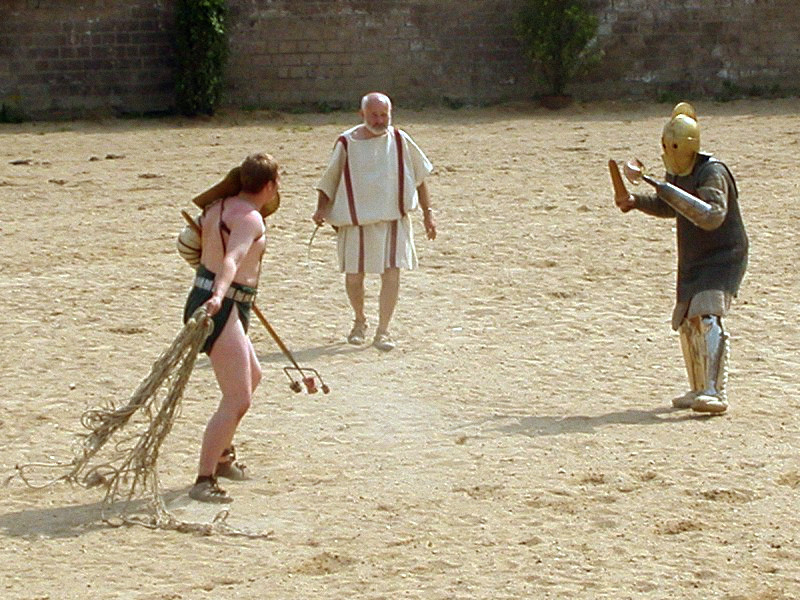
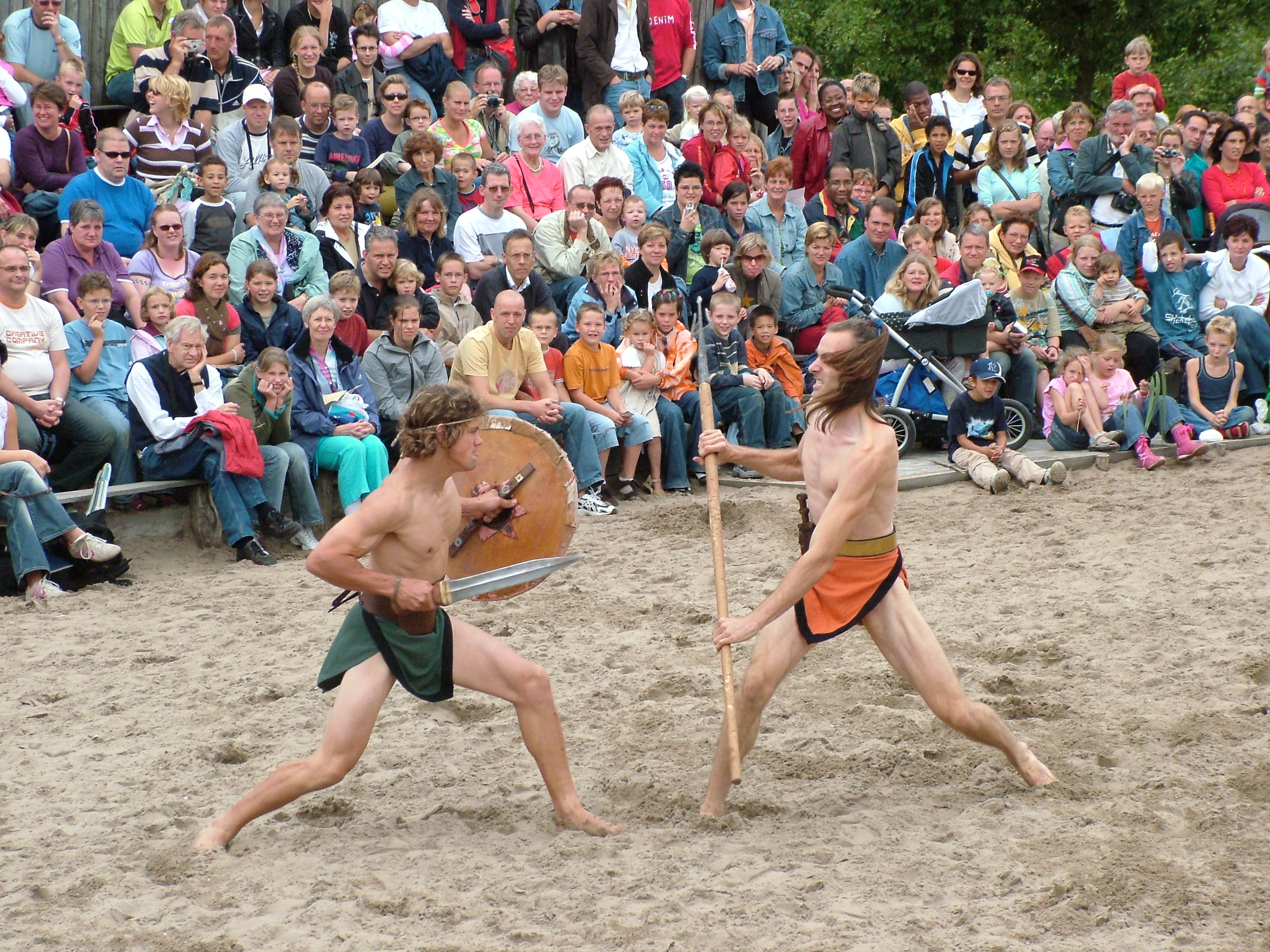
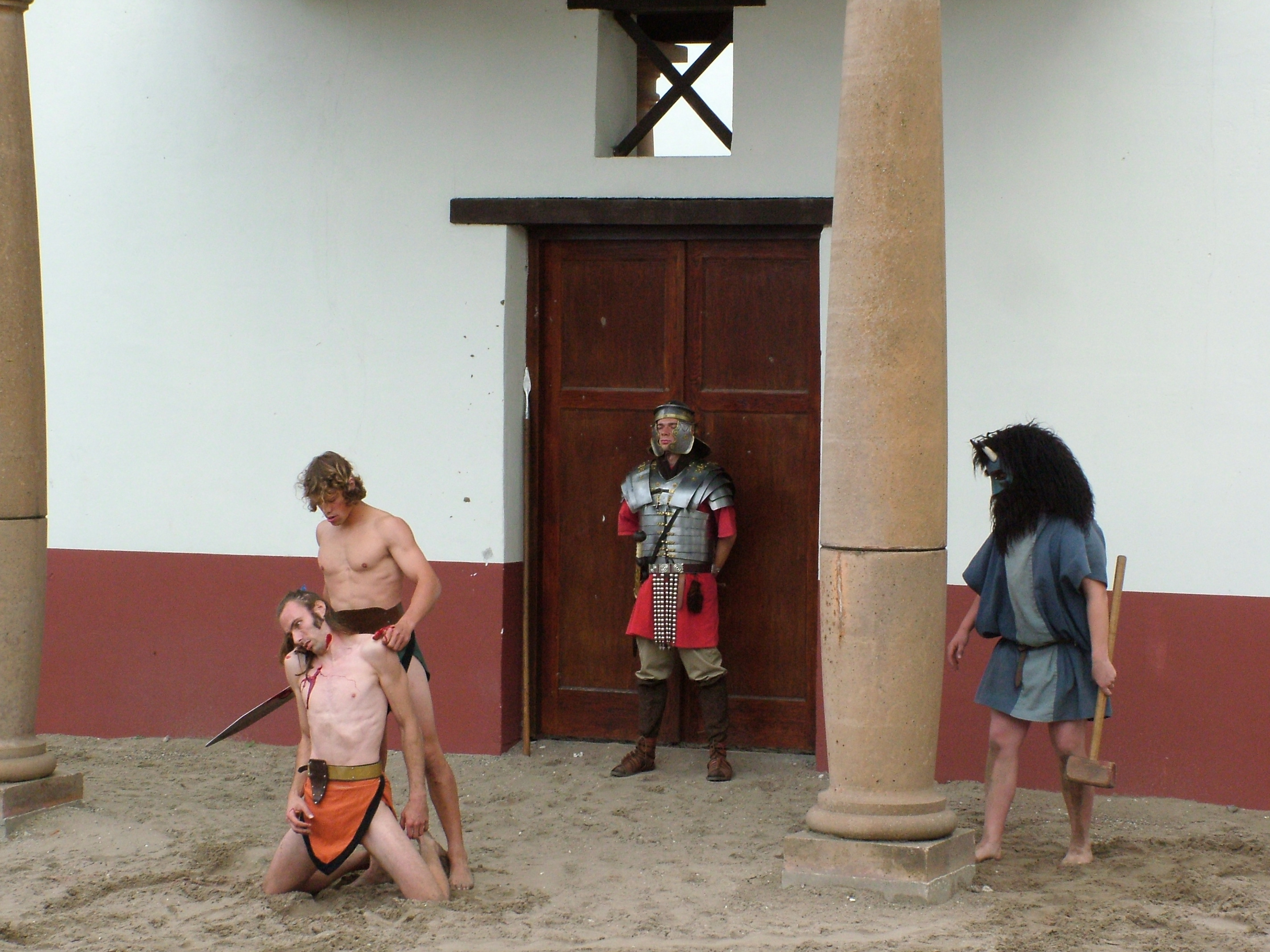
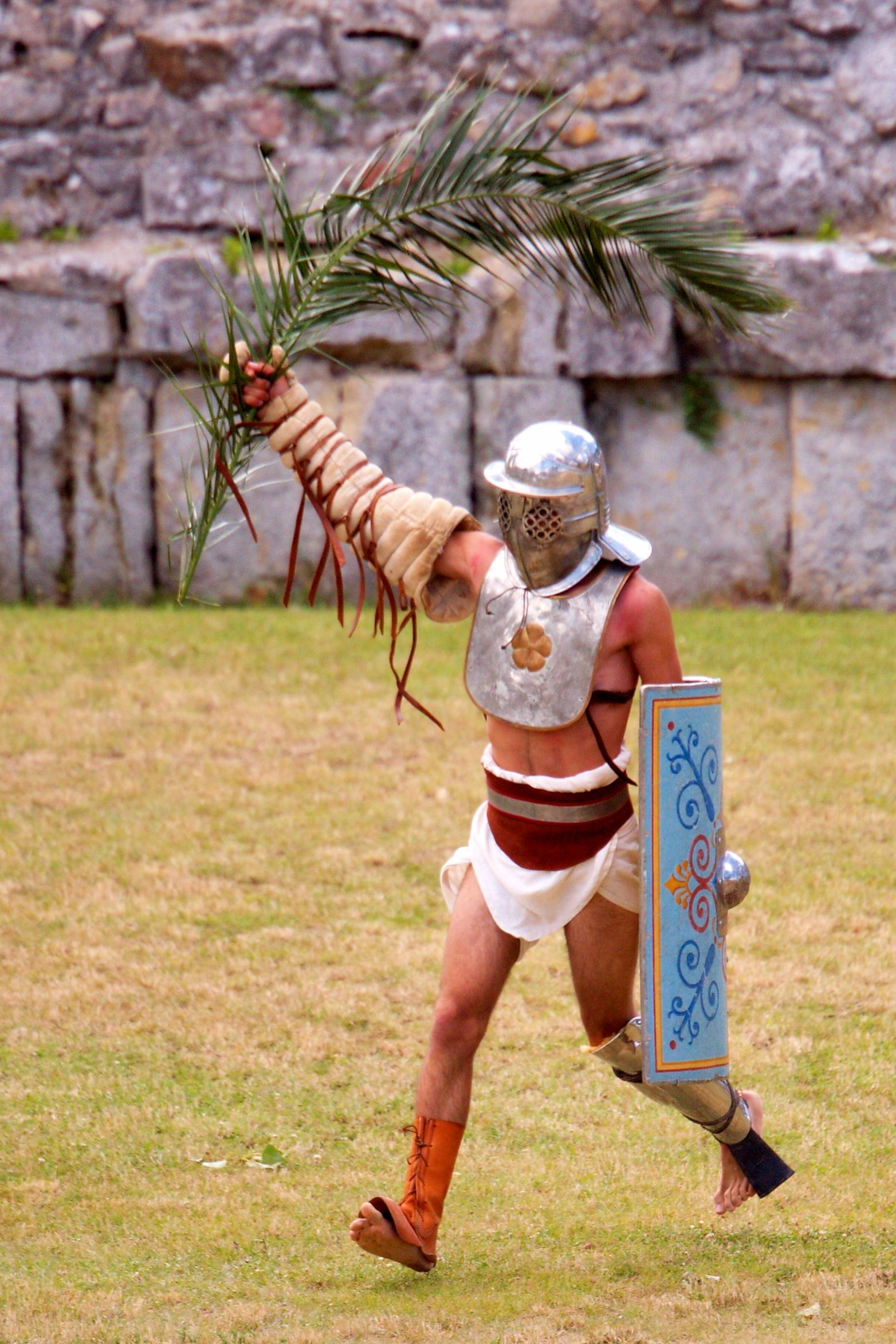
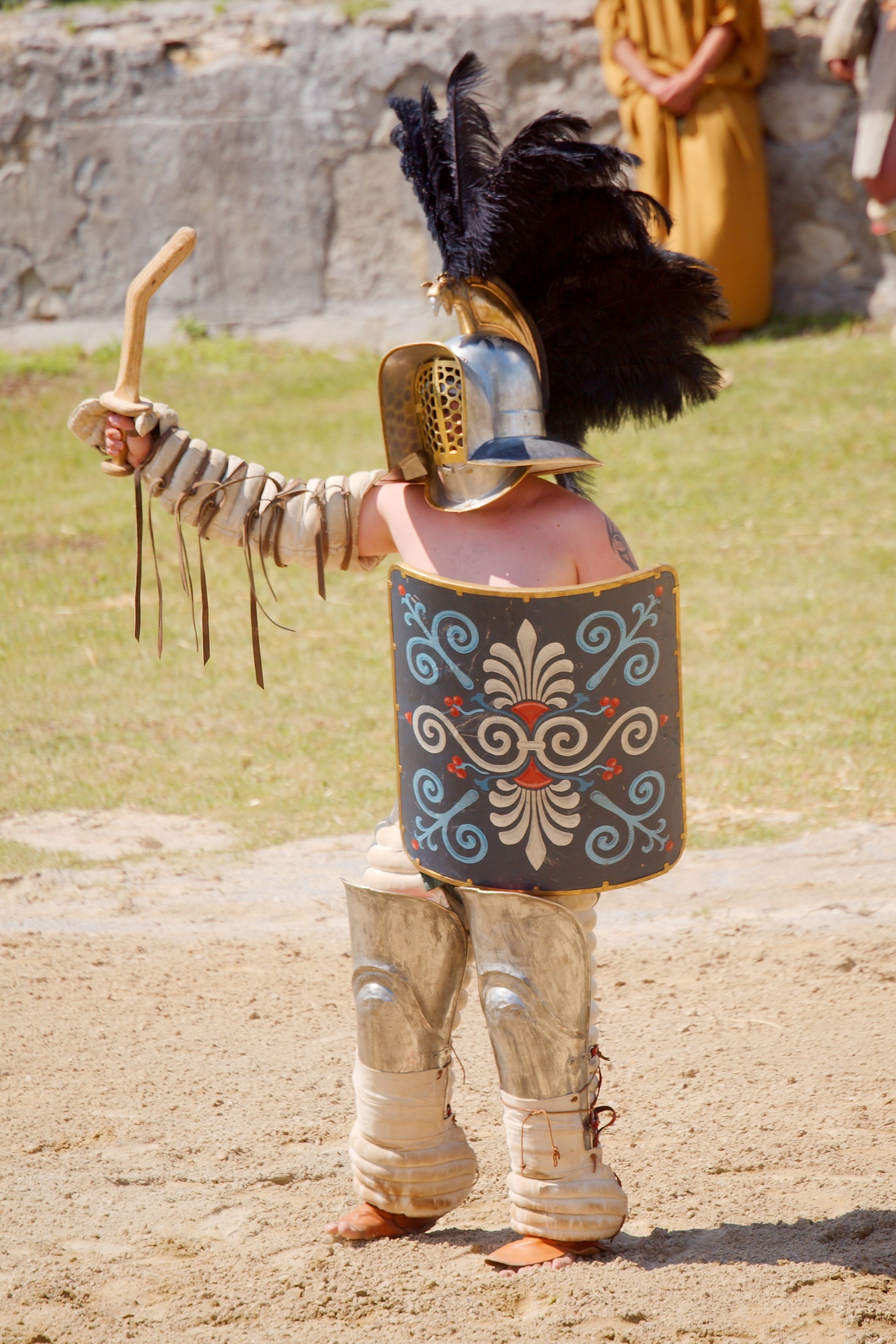
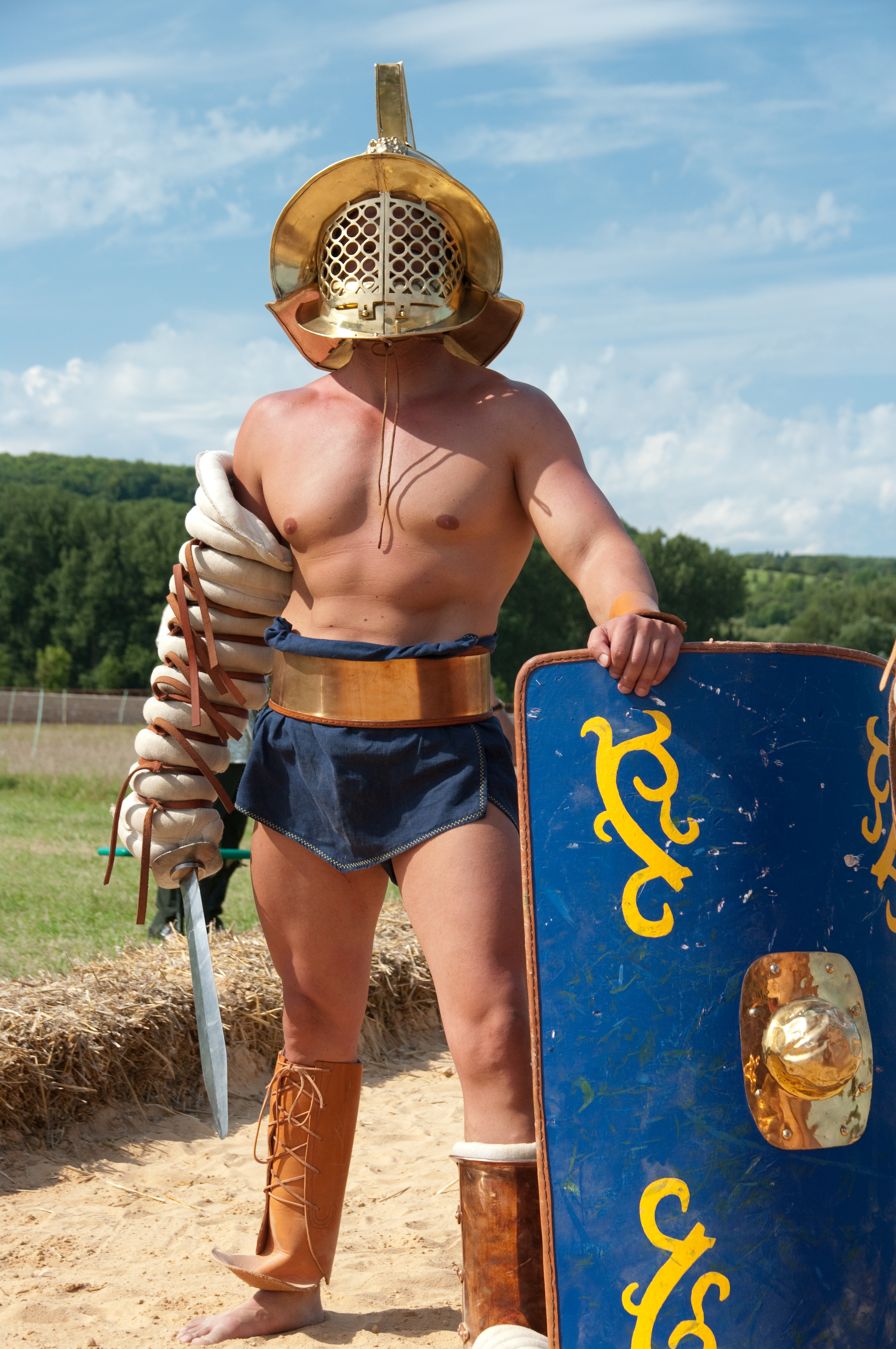